# Milan Poulíček
Milan Poulíček (* 1966) je bývalý český celník, od července 2016 do května 2022 generální ředitel Generálního ředitelství cel Celní správy ČR.

## Kariéra
Vystudoval obor Právo, právní a veřejnosprávní činnost na Fakultě právnické Západočeské univerzity v Plzni. Jako celník pracuje od roku 1987, první čtyři roky v Plzni, posléze na Celním úřadě Rozvadov, kde byl od roku 1995 vedoucím pobočky. Mezi lety 2003 a 2008 působil na Celním ředitelství v Plzni jako zástupce ředitele a ředitel Odboru pátrání. Od roku 2009 pracuje na Generálním ředitelství cel, v roce 2016 se také stal zástupcem ředitele. Dne 25. července 2016 jej ministr financí Andrej Babiš pověřil výkonem funkce generálního ředitele Generálního ředitelství cel Celní správy České republiky. Na této pozici nahradil Petra Kašpara, který v květnu toho roku rezignoval ze zdravotních důvodů.
Dne 8. května 2017 ho prezident Miloš Zeman jmenoval brigádním generálem a 8. května 2019 jej jmenoval generálmajorem.
Na konci března 2022 požádal ministra financí ČR Zbyňka Stanjuru o uvolnění z funkce z osobních důvodů a propuštění ze služebního poměru, a to k 31. květnu 2022. Vedení úřadu se od června 2022 dočasně ujal 1. zástupce generálního ředitele GŘC Pavel Kotraba a v červenci 2022 se novým generálním ředitelem GŘC stal dosavadní ředitel Úřadu pro zahraniční styky a informace Marek Šimandl.

## Osobní život
Je ženatý, má jedno dítě.